# Kudó Kóicsi
Kudó Kóicsi (Ivate, 1909. február 4. – Tokió, 1971. szeptember 21.) japán válogatott labdarúgó, később a japán válogatott szövetségi kapitánya is volt.